# Kevin Spacey
Pour les articles homonymes, voir Fowler.
Kevin Spacey Fowler (/ˈkɛvən speɪsi/), né le 26 juillet 1959 à South Orange (New Jersey, États-Unis), est un acteur, producteur, réalisateur et scénariste américain.
De formation théâtrale, Kevin Spacey est révélé au grand public en 1994 avec le film Swimming with Sharks de George Huang, puis en 1995 par les thrillers Usual Suspects de Bryan Singer et Seven de David Fincher. Il décroche alors l'Oscar du meilleur second rôle.
Alors spécialisé dans les rôles de personnages tourmentés ou inquiétants, il accède à la consécration en portant le polar L.A. Confidential (1997) de Curtis Hanson, puis la satire American Beauty (1999) de Sam Mendes. Sa performance dans ce dernier film lui vaut l'Oscar du meilleur acteur.
Durant les années 2000, il enchaîne plusieurs échecs critiques. Il retrouve pourtant Bryan Singer en 2006 pour incarner Lex Luthor dans le blockbuster Superman Returns.
À partir de 2013, il est l'acteur principal de la série télévisée House of Cards, qui remporte un grand succès et lui vaut un Golden Globe du meilleur acteur dans une série télévisée dramatique ainsi que deux Screen Actors Guild Awards.
Des accusations de violences sexuelles portées par plusieurs hommes à partir de 2017 atteignent durablement sa carrière : il est évincé de la dernière saison de House of Cards, ainsi que du film Tout l'argent du monde de Ridley Scott, sans par la suite retrouver aucun rôle notable. Spacey, qui a toujours nié ces accusations, est innocenté de tout acte répréhensible par la justice américaine en 2022 puis par la justice britannique en 2023.
En 2025, il est de retour à l’affiche dans le film The Contract avec Eric Roberts. 

## Biographie

### Enfance et formation
Kevin Spacey Fowler naît à South Orange, dans le New Jersey. Il est le plus jeune d'une famille de trois enfants, nés de Kathleen et Thomas Fowler, respectivement secrétaire et rédacteur technique. Le frère de Kevin, Randall Fowler, affirmera en 2017 avoir été violé par leur père. Leurs missions successives conduisent la famille à se déplacer dans tout le pays. Ils s’établissent finalement dans le sud de la Californie.
Le jeune Kevin mène une existence de trublion ; il brûle la cabane de sa sœur, perchée dans l'arbre du jardin. À la suite de cet incident, il est envoyé à l'Académie militaire de Northridge, à Los Angeles, dont il sera renvoyé après avoir frappé un camarade de classe avec un pneu. Il rejoint l'école secondaire de Chatsworth, située non loin, et devient major de sa promotion. Il y fait ses premières expériences sur scène avec la troupe de théâtre amateur de l'établissement, au sein de laquelle il tient le rôle du capitaine Georg von Trapp dans La Mélodie du bonheur, donnant la réplique à Mare Winningham (Blanche-Neige, Torchwood, Brothers). C'est aussi à l'école secondaire qu'il prend le nom de famille de sa mère, Spacy (qu'il change en « Spacey ») et qui appartenait à son arrière-grand-père gallois, et non selon les rumeurs en hommage à l'acteur Spencer Tracy.
Par la suite, il a souvent souligné que c'est à cette période qu'il commença à songer à la comédie et que c'est à force de regarder le Late Late Show qu'il développa sa culture cinématographique. À l'école secondaire, il séchait parfois les cours en compagnie de quelques amis pour aller voir les vieux films que proposait le NuArt Theatre sur Santa Monica Boulevard. Fraîchement diplômé, il hésite néanmoins une dernière fois à s'inscrire au Los Angeles Valley College mais se ravise sur le conseil d'un autre camarade, Val Kilmer, pour se diriger vers New York et intégrer la Juilliard School.
Voulant devenir acteur, il s'initie au stand-up et peaufine ses talents d'imitateur (James Stewart et Johnny Carson sont ses deux grands modèles). De 1979 à 1981, il étudie l'art dramatique tout en se produisant au concours de talents de Bowling Alley. Cependant, pressé de travailler, il quitte le cursus sans diplôme pour rejoindre le Festival Shakespeare.

### Débuts au théâtre (1980-1985)
À l'été 1981, Kevin Spacey joue le rôle d'un page dans la pièce Henri IV de Shakespeare aux côtés de Val Kilmer et John Goodman. Ce spectacle est donné dans le cadre du Festival Shakespeare de New York, notamment connu pour avoir donné leur chance à nombre de jeunes acteurs, comme Meryl Streep.
L'année suivante, il commence à jouer sur Broadway et enchaine les rôles. Il joue d'abord dans une mise en scène des Revenants d'Henrik Ibsen où il reprend le personnage d'Oswald Alving, en compagnie de Liv Ullmann. Puis il est dans Barbarians, de Barrie Keefe et dans La Souricière d'Agatha Christie.
En 1983, il repasse à Shakespeare avec Comme il vous plaira et découvre Molière dans le rôle de Philinte avec Le Misanthrope.
En 1984, Mike Nichols monte Hurlyburly, la dernière pièce de David Rabe, alors l'enfant terrible de Broadway. Nichols appelle le jeune Spacey et le présente à des acteurs de sa trempe : William Hurt, Ron Silver, Harvey Keitel, Judith Ivey et Sigourney Weaver. Avec Hurlyburly, Spacey incarne tour à tour les personnages de Phil, Eddie et Mickey (quatre ans plus tard, au cinéma, il joue à nouveau le rôle de Mickey dans Hollywood Sunrise) avec succès et obtient la reconnaissance de la profession).
En 1985, Peter Sellars lui demande d'être Konstantin dans La Mouette d'Anton Tchekhov et de jouer dans Le Limier d'Anthony Shaffer. En 1986, il lui confie le rôle de James « Jamie » Tyrone Jr. pour Le Long Voyage vers la nuit d'Eugene O'Neill, ce qui lui permet de jouer aux côtés de Jack Lemmon, son idole de jeunesse. L'équipe de production de la pièce reconduit la majeure partie de la troupe pour sa version télévisée en 1987.

### Débuts au cinéma (1986-1989)
En 1986, Kevin Spacey débute au cinéma aux côtés de Jack Nicholson et Meryl Streep dans La Brûlure de Mike Nichols. Il joue par la suite dans plusieurs séries policières : Equalizer, Les Incorruptibles de Chicago (Crime Story) et surtout Un flic dans la mafia (Wiseguy), où il interprète le rôle du trafiquant Mel Profitt.
En 1988, ses partenaires du Long Voyage vers la nuit, Jack Lemmon et Peter Gallagher, le font entrer dans la distribution d'un téléfilm pour la NBC : Le Meurtre de Mary Phagan. Il enchaîne alors les petits rôles, parfois assez éloignés de son registre habituel, dans diverses productions cinématographiques. Il croise la route d'un autre monstre sacré (après Nicholson) en la personne de Burt Lancaster, qui a récemment joué dans Le Rocher de Gibraltar (1988). Puis Mike Nichols lui confie un petit rôle dans Working Girl (1988) où il rencontre Harrison Ford, Sigourney Weaver et Alec Baldwin.
En 1989, il entame son premier véritable rôle à l'écran dans Pas nous, pas nous, une comédie policière loufoque reposant essentiellement sur le duo comique Richard Pryor/Gene Wilder que le réalisateur, Arthur Hiller, oppose à Kevin Spacey/Joan Severance. Ce dernier duo est d'ailleurs similaire à celui que ces deux acteurs composaient déjà dans Un flic dans la mafia.
Jack Lemmon l'entraîne à nouveau dans une comédie légère : Mon père, où il retrouve Olympia Dukakis, rencontrée sur les tournages d'Un flic dans la mafia et Working Girl. Il revient à la TV en jouant dans Fall from Grace, puis en faisant une courte apparition dans État de force, ce qui lui donne l'occasion d'approcher Andy García et Robert Duvall.
Il termine l'année 1990 avec le film de Philip Kaufman, Henry et June, relatant les amours passionnés d'Henry Miller et d'Anaïs Nin, respectivement interprétés par Fred Ward et Maria de Medeiros, tandis que le personnage de June Miller est confié à Uma Thurman, qu'accompagnait à l'époque son discret fiancé, Gary Oldman. Spacey campe le jeune dramaturge anglais Richard Osborn.

### Révélation et consécration (années 1990)

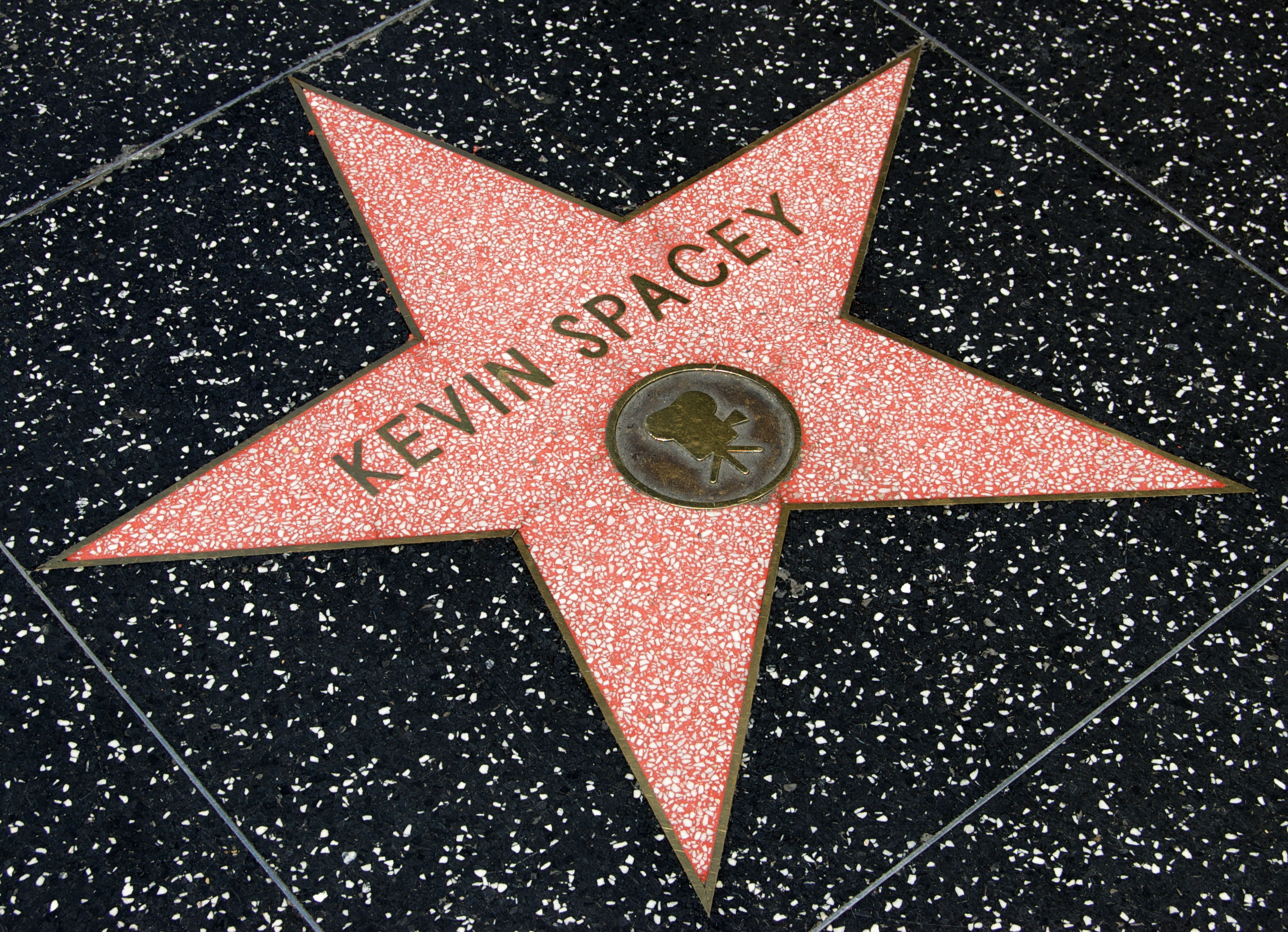
L'acteur reçoit son étoile sur Hollywood Boulevard durant l'année 1999.

En 1991, John David Coles propose à Kevin Spacey le rôle-titre d'un téléfilm relatant l'histoire et le combat d'une des grandes figures de l'histoire des États-Unis : Clarence Darrow, surnommé l'« avocat des Damnés », pour lequel il prend du poids.
Au théâtre, il décroche un prix d'interprétation (Tony Award) pour son rôle de l'oncle Louie dans Lost in Yonkers de Neil Simon (prix Pulitzer de l'année).
L'année d'après, Glengarry de James Foley le propulse au milieu d'un aréopage d'acteurs de premier plan. C'est à nouveau Jack Lemmon qui l'introduit auprès d'Ed Harris, Alec Baldwin et Al Pacino. Le film (adapté de la pièce de David Mamet) retrace deux jours de la vie de quatre vendeurs immobiliers, acculés par un représentant du siège social qui leur annonce le licenciement prochain de la moitié du bureau. Spacey interprète John Williamson, un fade et mesquin petit chef de bureau, ouvertement méprisé par ses collègues mais dont le rôle dans l'intrigue fait de lui le « catalyseur des événements », selon l'acteur lui-même.
Il change à nouveau de registre pour le film d'Alan J. Pakula, Jeux d'adultes, dans lequel il donne la réplique à Kevin Kline. Sans être un grand succès commercial, ce film lui permet de montrer sa capacité à jouer des personnages troubles et inquiétants.
En 1994, Kevin Spacey se lance dans la coproduction de Swimming with Sharks, un film indépendant qui reçoit le prix de la critique au Festival du cinéma américain de Deauville en 1995. Il y incarne un patron tortionnaire, ce qui ajoute à sa réputation d'acteur spécialisé dans les rôles de méchants.
En 1995, le grand public le découvre dans le rôle du tueur psychopathe John Doe dans Seven de David Fincher aux côtés de Brad Pitt, Morgan Freeman et Gwyneth Paltrow. Il tourne ensuite Usual Suspects de Bryan Singer, dans lequel son interprétation de Verbal Kint, truand infirme et doucereusement diabolique, lui vaut l'Oscar du meilleur acteur dans un second rôle. Il achève l'année avec Alerte ! où il partage l'affiche avec Dustin Hoffman et de nouveau Morgan Freeman.
En 1996, Al Pacino entreprend de réaliser un documentaire d'un nouveau genre, sorte de chronique d'une troupe à la poursuite d'un sommet du répertoire dramatique : Richard III, de William Shakespeare. L'ayant déjà joué vingt ans plus tôt sur Broadway, Pacino saisit l'occasion d'avoir enfin l'âge du rôle en plus d'une réputation éclatante pour réunir quelques comédiens connus de lui comme Estelle Parsons, Harris Yulin, Alec Baldwin et Kevin Spacey, mais aussi le chevronné Kevin Conway et la jeune surdouée d'alors, Winona Ryder.
Il revient sur les planches pour jouer dans The Iceman Cometh et une nouvelle fois servir l'un de ses auteurs fétiches : Eugene O'Neill.
En 2000, il atteint la consécration en remportant l'Oscar du meilleur acteur pour son interprétation du rôle de Lester Burnham, l'antihéros quadragénaire révolté contre l'« american way of life » dans American Beauty, de Sam Mendes, l'un de ses plus grands succès.

### Cinéma et théâtre (années 2000)

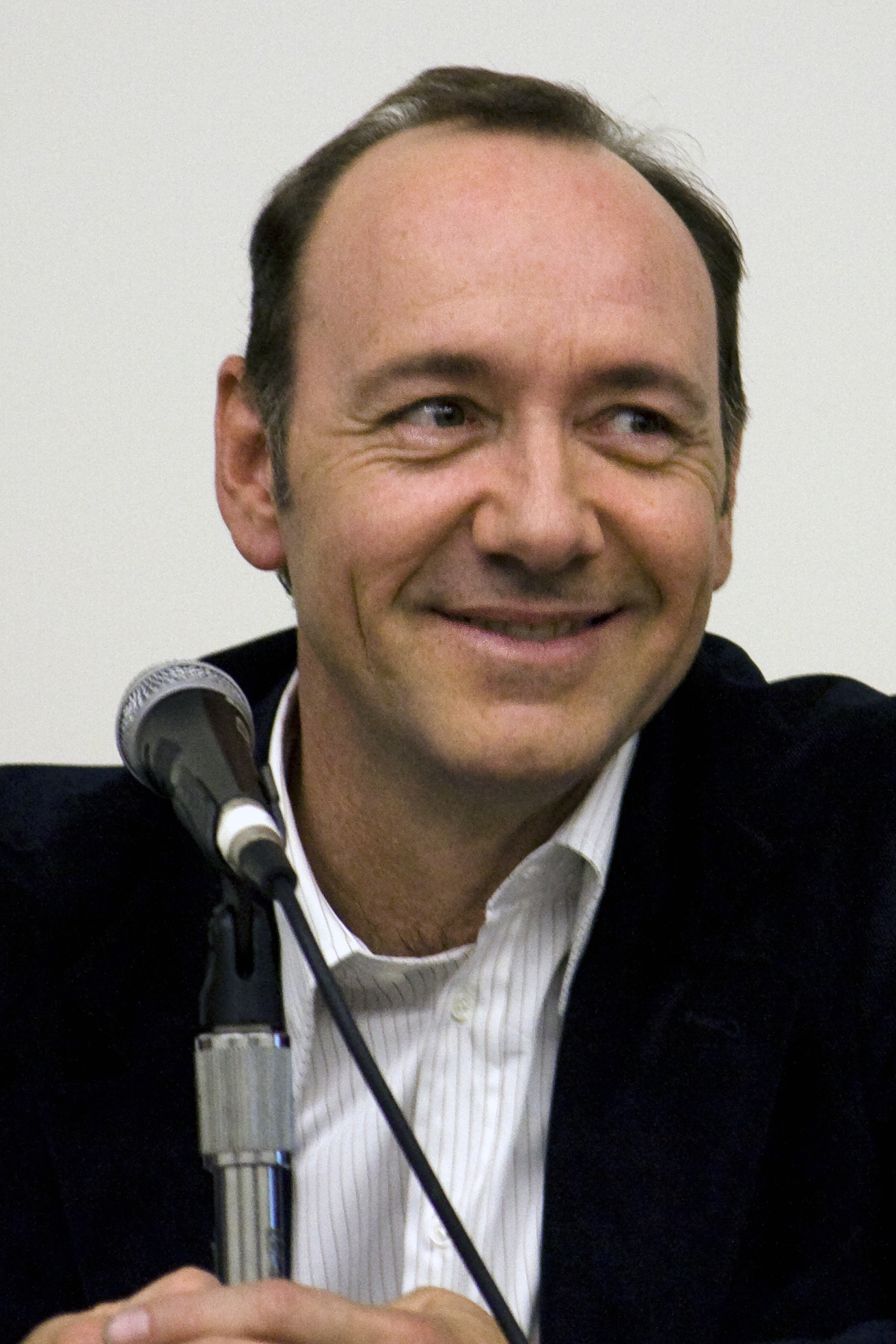
L'acteur au San Diego Comic-Con 2008.

En 2001, il participe à la comédie romantique Terre Neuve (The Shipping News), qui ne rencontre pas le succès escompté, malgré un casting réunissant autour de Kevin Spacey, Judi Dench, Cate Blanchett, Julianne Moore, Rhys Ifans, Scott Glenn et Pete Postlethwaite. Il joue le rôle d'un introverti dont la femme vient de décéder et qui rencontre sa tante, avec qui il va s'installer sur la mystérieuse île de Terre-Neuve.
En 2003, il réalise Beyond The Sea, un film sur le crooner Bobby Darin dont il interprète le rôle et, en 2005, il participe au film Edison où il retrouve Morgan Freeman, avec aussi Justin Timberlake.
Au théâtre, il devient le nouveau directeur artistique du théâtre de l’Old Vic, un des hauts lieux de la scène londonienne qui connut de beaux jours avec Laurence Olivier et John Gielgud, mais qui était menacé de disparition au tournant du troisième millénaire.
À l'automne 2005, l'acteur y interprète avec grand succès le rôle éponyme de Richard II dans le drame de William Shakespeare, et celui de l'acteur alcoolique Jim Tyrone dans la dernière pièce d'Eugene O'Neill, Une lune pour les déshérités. En 2008, il incarne la figure du producteur de cinéma Charlie Fox face à Jeff Goldblum, dans la pièce satirique Speed-the-Plow de David Mamet.
Animé d'une passion pour la scène, il fait tout pour rendre son lustre à l'Old Vic. Malgré deux premières saisons assez mitigées, les saisons suivantes sont une réussite : en 2006-2007, outre la pièce d'O'Neill, l'Old Vic présente La Mégère apprivoisée et La Nuit des rois de Shakespeare (interprétés par la jeune compagnie masculine Propeller d'Edward T. Hall), puis The Entertainer (l'Amuseur) de John Osborne, où Robert Lindsay reprend le rôle principal interprété en 1960 par Laurence Olivier. En 2007-2008, outre Speed-the-Plow de David Mamet, l'Old Vic donne une adaptation théâtrale de Tout sur ma mère de Pedro Almodóvar avec Diana Rigg dans le rôle principal, et une reprise de Pygmalion de George Bernard Shaw.
Parallèlement à sa fonction principale de directeur artistique de l'Old Vic, Kevin Spacey donne de nombreuses « master classes » et se fait l'ambassadeur infatigable du théâtre vivant des deux côtés de l'Atlantique.
En juin 2008, il est nommé professeur d'art dramatique à l'université d'Oxford et commence à enseigner au début de l'année universitaire, en octobre.
Au cinéma, il succède à Gene Hackman en reprenant le rôle de Lex Luthor dans Superman Returns, lui permettant de retrouver le cinéaste Bryan Singer. Le blockbuster sort durant l'été 2006.
En 2007 et 2008, il co-produit deux films. Le premier, Las Vegas 21 pour lequel il retrouve pour la troisième fois Kate Bosworth et où il endosse à nouveau un rôle de professeur, le teintant cependant d'une subtile nuance de malignité. Le second, Recount, est un téléfilm diffusé par la chaîne HBO, résolument plus politique puisqu'il relate l'épisode très controversé des élections américaines de 2000.
Recount est une œuvre à caractère civique que Sydney Pollack devait réaliser, avant qu'il n'y renonce au profit de Jay Roach (Sydney Pollack meurt d'un cancer le lendemain de la diffusion, le 26 mai 2008). Par ce choix, Spacey montre très nettement sinon une orientation pacifiste, du moins une intention de justice, invoquant la complexité de la psyché et des parcours humains au service de moins de violence et de barbarie, ce que des œuvres comme David Gale, et bien plus tôt L'Avocat des damnés explorent déjà.
Durant l'année 2010 sort discrètement la comédie dramatique Casino Jack, un biopic où l'acteur incarne le lobbyiste et homme d'affaires Jack Abramoff.

### House of Cardset regain critique (années 2010)

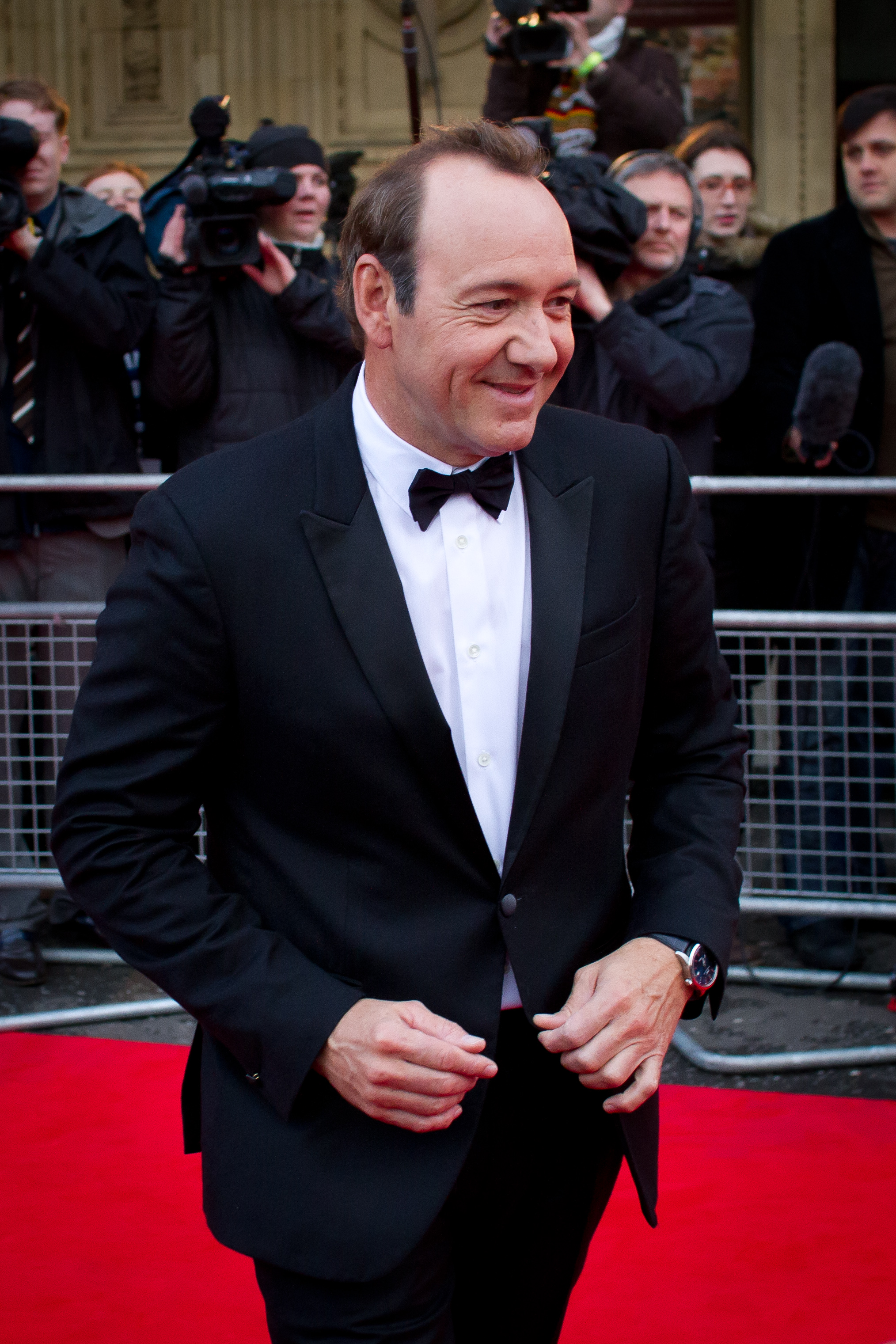
Kevin Spacey en 2011 au Royal Albert Hall.

En 2011, au théâtre, il reprend le rôle-titre de Richard III dont il confie la mise en scène à Sam Mendes.
Cette année est marquée par la sortie de trois longs-métrages : tout d'abord, il surprend en jouant un patron tyrannique dans la comédie à succès Comment tuer son boss ?, de Seth Gordon. Puis il porte la comédie dramatique indépendante Father of Invention, de Trent Cooper. Le film est un flop. Puis c'est le cinéaste J. C. Chandor qui le dirige dans le thriller financier Margin Call. Les critiques sont excellentes.
Le 1er février 2013, Netflix, géant du streaming vidéo dans de nombreux pays, diffuse sur son site Internet sa première série originale : House of Cards, remake d’une série homonyme britannique. Spacey y incarne Frank Underwood, un homme politique sans scrupules qui finit par devenir président des États-Unis.
Parallèlement à la série, il tourne plusieurs longs-métrages, aux fortunes diverses : il revient pour la suite Comment tuer son boss 2 (2014), puis incarne Richard Nixon dans la comédie dramatique Elvis and Nixon (2016), qui retrace la rencontre en 1971 entre le 37e président des États-Unis et le chanteur Elvis Presley, incarné par Michael Shannon. Les critiques sont bonnes pour ce film à petit budget. Il porte enfin la comédie fantastique familiale Ma vie de chat (2016), réalisée par Barry Sonnenfeld. Un flop.
En 2014, il incarne aussi l'un des principaux antagonistes du jeu vidéo Call of Duty: Advanced Warfare, auquel il prête son apparence et sa voix.
L'année 2017 lui permet de renouer avec un rôle dramatique exigeant : il incarne l'antagoniste de la comédie d'action Baby Driver, réalisée par Edgar Wright. Le film lui permet de regagner les faveurs de la critique et du public. Cependant, il retrouve aussi le scénariste de Recount, Danny Strong, pour sa première réalisation, le biopic Rebel in the Rye. Mais les critiques sont très mauvaises et le film passe inaperçu.

### Scandale et interruption de carrière (2017-2018)
En octobre 2017, dans le contexte de l'affaire Harvey Weinstein et du phénomène #MeToo qui en a résulté, Kevin Spacey fait l'objet de multiples accusations de harcèlement sexuel et d'agressions sexuelles. Le premier accusateur est l'acteur Anthony Rapp qui affirme, le 29 octobre, que Kevin Spacey aurait tenté d'abuser de lui alors qu'il était âgé de quatorze ans et Spacey de vingt-six ans. CNN rapporte par ailleurs que huit employés, actuels et anciens, de la série phare de Netflix House of Cards, dont Spacey est la vedette, ont qualifié de « toxique » l'ambiance de travail sur les plateaux de la série en raison du comportement de « prédateur » de l'acteur. Son attitude au théâtre Old Vic est également critiquée par plusieurs témoins. Le 3 novembre 2017, BBC News rapporte qu'une enquête est ouverte par la police britannique.
Alors que les accusations s'accumulent, Netflix annonce que Kevin Spacey n'apparaîtra plus dans aucun épisode de House of Cards. La société annule également la sortie du long-métrage Gore, un film sur la vie de l'écrivain Gore Vidal que Kevin Spacey venait de réaliser. Le cinéaste Ridley Scott, qui venait de tourner avec Spacey le film Tout l'argent du monde, choisit de refaire toutes les scènes où devait apparaître le comédien en le remplaçant par Christopher Plummer, un mois avant la sortie du long-métrage au cinéma. L'agent de Kevin Spacey met un terme à sa collaboration avec l'acteur.
En janvier 2018, il est visé par une nouvelle enquête pour agressions sexuelles.
Dans la foulée, il est révélé dans la série documentaire de Netflix, Jeffrey Epstein : Filthy Rich qu'il était présent à bord du Lolita Express, surnom donné au jet privé de Jeffrey Epstein, accompagné de ce dernier, en 2002,. Il entretenait également des relations avec sa femme, la pédocriminelle Ghislaine Maxwell,,.
En août 2018, sort le film Billionaire Boys Club dans lequel il joue avec un trio de jeunes acteurs : Ansel Elgort, Taron Egerton et Emma Roberts. Le film est un échec.
En juillet 2019, William Little, son principal accusateur, abandonne son action en justice et la défense, le 8 juillet, se prépare à demander l'abandon des charges, puisque le téléphone de la présumée victime qui a été utilisé pour filmer l’agression présumée a disparu alors que la police affirme l'avoir rendu. Averti qu'une manipulation de la preuve pourrait lui valoir des poursuites judiciaires, William Little a invoqué le cinquième amendement de la Constitution des États-Unis. Sa mère reconnaît avoir supprimé des images « embarrassantes », mais souligne ne pas avoir supprimé d'éléments qui soient liés à la présumée agression.
Le 17 juillet 2019, les poursuites sont abandonnées du fait de l'indisponibilité du témoin.
En septembre 2020, Kevin Spacey est à nouveau accusé d'agression sexuelle par deux hommes qui affirment avoir été agressés sexuellement lorsqu'ils avaient 14 ans.
En novembre 2021, l'acteur a été condamné à verser 31 millions de dollars à la société de production à l'origine de la série House of Cards, MRC, qui réclamait des dommages et intérêts en raison des pertes de revenus liés à son évincement de la série.
En mai 2022, il est inculpé d’agressions sexuelles entre mars 2005 et avril 2013 contre trois hommes au Royaume-Uni. En octobre de la même année, l’acteur Anthony Rapp, qui l'accusait de lui avoir fait subir des attouchements à caractère sexuel lorsqu’il était adolescent, est débouté par un tribunal civil de New York. Rapp réclamait à Kevin Spacey 40 millions de dollars de dommages et intérêts.
Kevin Spacey est déclaré non coupable d'agressions sexuelles par le tribunal de Londres en juillet 2023,.

### Retour (2024-Présent)
Le film Peter Five Eight paru en 2024, marque le retour de Kevin Spacey dans un rôle majeur, après ses démêlés judiciaires débutés en 2017.
En 2025, il est à l’affiche du film The Contract avec Eric Roberts. En mai de cette même année, il est confirmé qu’il allait recevoir un prix du Better World Fund, en marge du Festival de Cannes 2025,.

## Vie privée
Kevin Spacey a longtemps cultivé la discrétion concernant sa vie privée. Il a déclaré en 1998 : « Moins vous en savez sur moi, plus il est facile de vous convaincre que je suis ce personnage à l'écran. Cela permet au public de venir dans une salle de cinéma et de lui faire croire que je suis cette personne ».
La presse lui a prêté des liaisons avec des actrices. Lors de la 72e cérémonie des Oscars, il présente comme sa compagne la scripte Dianne Dreyer, qu'il aurait fréquentée entre 1992 et 2000. À la fin des années 1990, un article du magazine Esquire émet des suppositions sur une possible homosexualité de l'acteur, ce que l'intéressé conteste ; il critique alors des méthodes journalistiques selon lui dignes du maccarthysme.
En octobre 2017, après avoir été accusé d'abus sexuel par Anthony Rapp, Kevin Spacey adresse via Twitter un message à ce dernier : il assure ne pas se souvenir d'un tel épisode, tout en présentant ses excuses s'il a agi ainsi sous l'emprise de l'alcool. Dans le même message, le comédien en profite pour faire son coming out — un secret de polichinelle à Hollywood, — en écrivant : « Les personnes qui me sont proches savent que j'ai eu des relations amoureuses avec des hommes et des femmes dans le passé et que je me considère maintenant comme gay. » Il essuie alors de vives critiques de la part de diverses personnalités et de membres de la communauté LGBT qui lui reprochent d'utiliser son coming out pour faire oublier la plainte dont il fait l'objet. L'humoriste lesbienne Wanda Sykes lui reproche ainsi de se « cacher derrière l'arc-en-ciel »,,.

## Filmographie

### Acteur

#### Cinéma

##### Années 1980
- 1986 : La Brûlure (Heartburn) de Mike Nichols : le voleur du métro
- 1988 : Rocket Gibraltar de Daniel Petrie : Dwayne Hanson
- 1988 : Working Girl de Mike Nichols : Bob Speck
- 1989 : Pas nous, pas nous (See No Evil, Hear No Evil) d'Arthur Hiller : Kirgo
- 1989 : Mon père de Gary David Goldberg : Mario

##### Années 1990
- 1990 : État de force (A Show of Force) de Bruno Barreto : Frank Curtin
- 1990 : Henry et June (Henry and June) de Philip Kaufman : Richard Osborn
- 1991 : L'Avocat des Damnés
- 1992 : Glengarry (Glengarry Glen Ross) de James Foley : John Williamson
- 1992 : Jeux d'adultes (Consenting Adults) d'Alan J. Pakula : Eddy Otis
- 1994 : L'Enfer blanc (Iron Will) de Charles Haid : Harry Kingsley
- 1994 : Tel est pris qui croyait prendre de Ted Demme : Lloyd Chasseur
- 1994 : Swimming with Sharks de George Huang : Buddy Ackerman
- 1995 : Usual Suspects (The Usual Suspects) de Bryan Singer : Roger « Verbal » Kint
- 1995 : Alerte ! (Outbreak) de Wolfgang Petersen : Major Casey Schuler
- 1995 : Seven (Se7en) de David Fincher : John Doe
- 1996 : Le Droit de tuer ? (A Time to Kill) de Joel Schumacher : Rufus Brickley
- 1996 : Looking for Richard d'Al Pacino : lui-même / le comte de Buckingham
- 1997 : L.A. Confidential de Curtis Hanson : Jack Vincennes
- 1997 : Minuit dans le jardin du bien et du mal (Midnight in the Garden of Good and Evil) de Clint Eastwood : Jim Williams
- 1998 : Négociateur (The Negotiator) de F. Gary Gray : lieutenant Chris Sabian
- 1998 : Hollywood Sunrise (Hurlyburly) d'Anthony Drazan : Mickey
- 1999 : 1 001 Pattes (A Bug's Life) de John Lasseter : Hopper (voix)
- 1999 : American Beauty de Sam Mendes : Lester Burnham
- 1999 : The Big Kahuna de John Swanbeck : Larry Mann

##### Années 2000
- 2000 : Ordinary Decent Criminal de Thaddeus O'Sullivan : Michael Lynch
- 2000 : Un monde meilleur (Pay It Forward) de Mimi Leder : Eugene Simonet
- 2001 : K-PAX : L'Homme qui vient de loin (K-PAX) d'Iain Softley : Prot / Robert Porter
- 2001 : Terre Neuve (The Shipping news) de Lasse Hallström : Quoyle
- 2001 : Shackleton's Antarctic adventure de George Butler : le narrateur (voix)
- 2002 : The Tower of Babble de Jeff Wadlow : le narrateur (voix / non crédité au générique)
- 2003 : The United States of Leland de Matthew Ryan Hoge : Albert T. Fitzgerald
- 2003 : La Vie de David Gale (The Life of David Gale) d'Alan Parker : David Gale
- 2004 : Beyond the Sea de Kevin Spacey : Bobby Darin
- 2005 : Edison de David J. Burke : détective Levon Wallace
- 2006 : Superman Returns de Bryan Singer : Lex Luthor
- 2006 : Look, Up in the Sky: The Amazing Story of Superman de Kevin Burns (en) : narrateur
- 2007 : Frère Noël de David Dobkin : Clyde
- 2008 : Las Vegas 21 (21) de Robert Luketic : professeur Micky Rosa
- 2008 : Recount de Jay Roach : Ron Klain
- 2008 : Telstar: The Joe Meek Story de Nick Moran : major Banks
- 2009 : Moon de Duncan Jones : Gerty le robot (voix)
- 2009 : Le Psy d'Hollywood (Shrink) de Jonas Pate : Henry Carter
- 2009 : Les Chèvres du Pentagone (The Men Who Stare At Goats) de Grant Heslov : Larry Hooper

##### Années 2010
- 2010 : Casino Jack de George Hickenlooper : Jack Abramoff
- 2011 : Comment tuer son boss ? (Horrible Bosses) de Seth Gordon : Dave Harken
- 2011 : Father of Invention de Trent Cooper : Robert Axle
- 2011 : Margin Call de J. C. Chandor : Sam Rogers
- 2011 : Inseparable de Dayyan Eng : Chuck
- 2012 : Envelope d'Aleksey Nuzhny : Evgueni Petrov (court métrage)
- 2014 : Comment tuer son boss 2 (Horrible Bosses 2) de Sean Anders : Dave Harken
- 2016 : Elvis and Nixon de Liza Johnson : Richard Nixon
- 2016 : Ma vie de chat (Nine Lives) de Barry Sonnenfeld : Tom Brand / Mr. Fuzzypants (voix)
- 2017 : Baby Driver d'Edgar Wright : Doc
- 2017 : Rebel in the Rye : Aux origines de l'Attrape-cœurs de Danny Strong : Whit Burnett
- 2018 : Billionaire Boys Club de James Cox : Ron Levin

##### Années 2020
- 2021 : L'uomo che disegnò Dio de Franco Nero
- 2022 : Gore de Michael Hoffman
- 2022 : 1242 : Gateway to the West de Péter Soós : Cesareani
- 2024 : Peter Five Eight de Michael Zaiko Hall : Peter
- 2025 : The Contract de Massimo Paolucci : Le diable

#### Télévision

##### Téléfilms
- 1987 : Long Day's Journey Into Night de Jonathan Miller : James « Jamie » Tyrone Jr.
- 1988 : Le Meurtre de Mary Phagan (The Murder of Mary Phagan) de William Hale : Wes Brent
- 1990 : Fall from Grace de Karen Arthur : Jim Bakker
- 1990 : La Force de vivre (When You Remember Me (en)) de Harry Winer : Wade
- 1991 : Darrow de John David Coles : Clarence Darrow
- 1994 : Doomsday Gun de Robert Young : Jim Price
- 2008 : Recount de Jay Roach : Ron Klain

##### Séries télévisées
- 1987 : Equalizer (The Equalizer) (saison 2, épisode 17) : le sergent Cole
- 1987 : Les Incorruptibles de Chicago (Crime Story) (saison 2, épisode 1) : le sénateur Rourke
- 1988 : Un flic dans la mafia (Wiseguy) (saison 1, épisodes 12 à 19) : Mel Profitt
- 1989 : Unsub (saison 1, épisode 3) : Albert Benton / Paul Benton
- 1992 : La Loi de Los Angeles (L.A. Law) (saison 6, épisode 9) : Giles Keenan
- 1993 : Tribeca (saison 1, épisode 4) : Chris
- 1999 : Barney (saison 6, épisode 1) : Hopper (voix)
- 2003 : Freedom: A History of Us (mini-série, épisodes 2, 3, 4, 7, 9 et 12) : le gouverneur Morris / Cotton Mather / Herbert Hoover / Ira Stewart / Sidney Andrews
- 2013 – 2017 : House of Cards (série télévisée) : Frank Underwood

#### Jeux vidéo
- 2014 : Call of Duty: Advanced Warfare : Jonathan Irons

### Producteur
- 1994 : Swimming with Sharks de George Huang
- 1999 : The Big Kahuna de John Swanbeck
- 2000 : Interstate 84 de Ross Partridge
- 2000 : Ordinary Decent Criminal de Thaddeus O'Sullivan
- 2003 : The United States of Leland de Matthew Ryan Hoge
- 2004 : Beyond the Sea de Kevin Spacey
- 2006 : The Sasquatch Gang de Tim Skousen
- 2006 : Mr. Gibb de David Ostry
- 2006 : Mini's First Time de Nick Guthe
- 2006 : Bernard and Doris de Bob Balaban
- 2008 : Las Vegas 21 (21) de Robert Luketic
- 2008 : Fanboys de Kyle Newman
- 2008 : Columbus Day de Charles Burmeister
- 2009 : Le Psy d'Hollywood (Shrink) de Jonas Pate
- 2010 : Father of Invention de Trent Cooper
- 2010 : The Social Network de David Fincher
- 2012 : Capitaine Phillips de Paul Greengrass (producteur délégué)
- 2013 : House of Cards (producteur executif)

### Réalisateur
- 1996 : Albino Alligator
- 2004 : Beyond the Sea, également scénariste

## Distinctions

### Récompenses
- Festival international de Valladolid 1992 : prix d'interprétation masculine pour Glengarry (avec les autres acteurs du film)

- Boston Society of Film Critics Awards 1995 : meilleur acteur pour Usual Suspects
- Festival international du film de Seattle 1995 : Golden Space Needle du meilleur acteur pour Usual Suspects et Swimming with Sharks
- National Board of Review Awards 1995 :
  - Meilleur acteur dans un second rôle pour Usual Suspects et Seven
  - Meilleure distribution pour Usual Suspects
- New York Film Critics Circle Awards 1995 : meilleur acteur dans un second rôle pour Usual Suspects, Alerte !, Swimming with Sharks et Seven
- Society of Texas Film Critics Awards 1995 : meilleur acteur dans un second rôle pour Usual Suspects, Alerte ! et Seven

- Chicago Film Critics Association Awards 1996 : meilleur acteur dans un second rôle pour Usual Suspects
- Chlotrudis Awards 1996 : meilleur acteur dans un second rôle pour Usual Suspects
- Critics Choice Awards 1996 : meilleur acteur dans un second rôle pour plusieurs films
- Dallas-Fort Worth Film Critics Association Awards 1996 : meilleur acteur dans un second rôle pour Usual Suspects
- Oscars 1996 : meilleur acteur dans un second rôle pour Usual Suspects

- Society of Texas Film Critics Awards 1997 : meilleur acteur dans un second rôle pour Minuit dans le jardin du bien et du mal

- Boston Society of Film Critics Awards 1998 : meilleur acteur pour L.A. Confidential
- Chlotrudis Awards 1998 : meilleur acteur dans un second rôle pour L.A. Confidential
- Empire Awards 1998 : meilleur acteur pour L.A. Confidential
- Festival du film Cinequest de San Jose 1998 : prix Maverick
- London Critics Circle Film Awards 1998 : Special Achievement Award

- Festival du film de Boston 1999 : prix de l'excellence

- British Academy Film Awards 2000 : meilleur acteur pour American Beauty
- Chicago Film Critics Association Awards 2000 : meilleur acteur pour American Beauty
- Chlotrudis Awards 2000 : meilleur acteur pour American Beauty
- Dallas-Fort Worth Film Critics Association Awards 2000 : meilleur acteur pour American Beauty
- Festival du film de Sundance 2000 : Independent Vision Award
- Florida Film Critics Circle Awards 2000 : meilleur acteur pour American Beauty
- Kansas City Film Critics Circle Awards 2000 : meilleur acteur pour American Beauty
- Las Vegas Film Critics Society Awards 2000 : meilleur acteur pour American Beauty
- London Critics Circle Film Awards 2000 : acteur de l'année pour American Beauty
- Online Film Critics Society Awards 2000 : meilleur acteur et Meilleure distribution pour American Beauty
- Oscars 2000 : meilleur acteur pour American Beauty
- Russian Guild of Film Critics Awards 2000 : meilleur acteur étranger pour American Beauty
- San Diego Film Critics Society Awards 2000 : meilleur acteur pour American Beauty
- Screen Actors Guild Awards 2000 : Meilleur acteur et Meilleure distribution pour American Beauty
- Southeastern Film Critics Association Awards 2000 : meilleur acteur pour American Beauty
- Toronto Film Critics Association Awards 2000 : meilleur acteur pour American Beauty

- Golden Apple Awards 2001 : star masculine de l'année

- Festival international du film de San Francisco 2002 : Peter J. Owens Award
- Young Hollywood Awards 2002 : Role Model Award

- Festival international du film de Palm Springs 2005 : Sonny Bono Visionary Award

- ShoWest Convention 2008 : prix spécial de la meilleure distribution pour Las Vegas 21

- Independent Spirit Awards 2012 : prix Robert-Altman pour Margin Call

- Golden Globes 2015 : Meilleur acteur dans une série dramatique pour House of Cards
- Screen Actors Guild Awards 2015 : Meilleur acteur dans une série dramatique pour House of Cards
- Laurence Olivier Awards 2015 : Society Special Award

- En Italie : Étoile de la Mole Antonelliana 2023, pour la carrière, remise avec le musée national du cinéma[67]

### Nominations

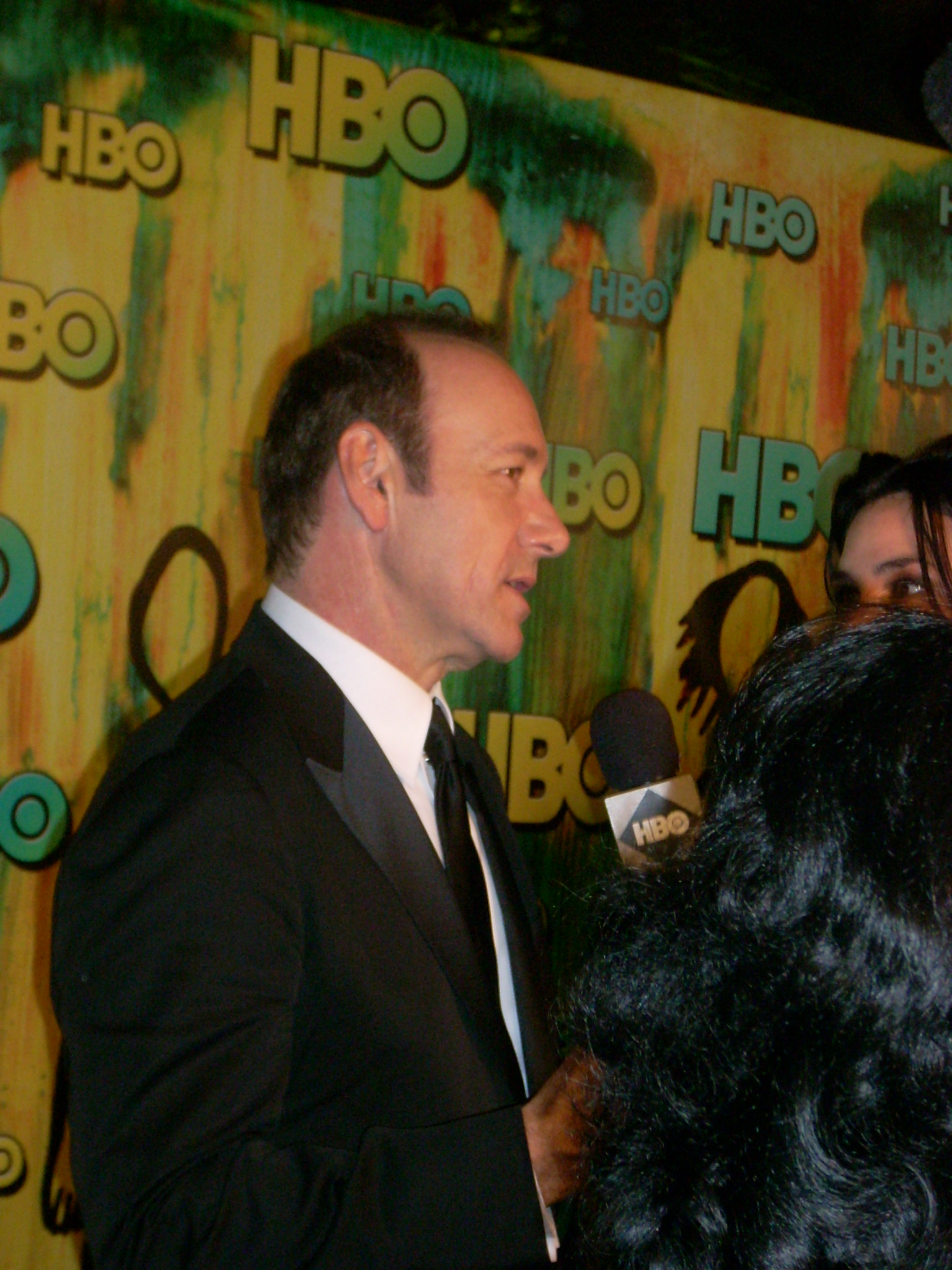
L'acteur à la soirée post- Emmy Awards 2008, où il est nommé pour Recount.

- Saturn Awards 1993 : meilleur acteur dans un second rôle pour Jeux d'adultes

- Los Angeles Film Critics Association Awards 1995 : meilleur acteur dans un second rôle pour Usual Suspects, Alerte !, Swimming with Sharks et Seven

- National Society of Film Critics Awards 1996 : meilleur acteur dans un second rôle pour Usual Suspects, Alerte !, Swimming with Sharks et Seven
- Independent Spirit Awards 1996 : meilleur acteur pour Swimming with Sharks
- MTV Movie Awards 1996 : meilleur méchant pour Seven
- Golden Globes 1996 : meilleur acteur dans un second rôle pour Usual Suspects
- Screen Actors Guild Awards 1996 : meilleur acteur dans un second rôle pour Usual Suspects

- British Academy Film Awards 1998 : meilleur acteur pour L.A. Confidential
- Screen Actors Guild Awards 1998 : meilleure distribution pour L.A. Confidential
- Chicago Film Critics Association Awards 1998 : meilleur acteur dans un second rôle pour L.A. Confidential
- Los Angeles Film Critics Association Awards 1998 : meilleur acteur dans un second rôle pour L.A. Confidential
- National Society of Film Critics Awards 1998 : meilleur acteur dans un second rôle pour L.A. Confidential

- American Comedy Awards 2000 : acteur le plus drôle pour American Beauty
- Blockbuster Entertainment Awards 2000 : acteur préféré pour American Beauty
- Golden Globes 2000 : meilleur acteur dans un film dramatique pour American Beauty
- National Society of Film Critics Awards du Meilleur acteur 2000 : American Beauty
- Satellite Awards 2000 : meilleur acteur dans un film dramatique pour American Beauty

- Empire Awards 2001 : meilleur acteur pour American Beauty
- Blockbuster Entertainment Awards 2001 : acteur préféré pour Un monde meilleur

- Saturn Awards 2002 : meilleur acteur pour K-PAX : L'Homme qui vient de loin
- British Academy Film Awards 2002 : meilleur acteur pour Terre Neuve
- Golden Globes 2002 : meilleur acteur dans un film dramatique pour Terre Neuve

- Golden Globes 2005 : meilleur acteur dans une comédie pour Beyond the Sea

- Grammy Awards 2006 : meilleure compilation utilisée pour un film pour Beyond the Sea (avec Phil Ramone)

- Primetime Emmy Awards 2008 : 
  - meilleur acteur dans un téléfilm pour Recount
  - meilleur téléfilm pour Bernard and Doris
- Satellite Awards 2008 : meilleur acteur dans un téléfilm pour Recount

- Producers Guild of America Awards 2009 : meilleure production de téléfilm pour Bernard and Doris
- Golden Globes 2009 : meilleur acteur dans un téléfilm pour Recount
- Screen Actors Guild Awards 2009 : meilleur acteur dans un téléfilm pour Recount
- Festival de télévision de Monte-Carlo 2009 : Nymphe d'or du meilleur acteur pour Recount

- Golden Globes 2011 : meilleur acteur dans une comédie pour Casino Jack
- Gotham Independent Film Awards 2011 : meilleure distribution pour Margin Call
- Phoenix Film Critics Society Awards 2011 : meilleure distribution pour Margin Call

- Central Ohio Film Critics Association Awards 2012 : meilleure distribution pour Margin Call

## Voix francophones
Cette section ne s'appuie pas, ou pas assez, sur des sources secondaires ou tertiaires indépendantes du sujet. Le texte peut contenir des analyses inexactes ou inédites de sources primaires.
Pour l'améliorer, ajoutez-en, ou placez des modèles {{Source secondaire souhaitée}} ou {{Source secondaire nécessaire}} sur les passages mal sourcés. (juillet 2022)
De 1988 à 1992, Kevin Spacey est doublé à titre exceptionnel par les acteurs suivants : Christophe Lemée dans La Brûlure, Jean-Pierre Moulin dans Working Girl, Patrick Guillemin dans Pas nous, pas nous, José Luccioni dans État de force, Éric Herson-Macarel dans Henry et June, Edgar Givry dans Jeux d'adultes et Julien Thomast dans Glengarry.
De 1994 à 1995, il est doublé à trois reprises par Bernard Alane dans Tel est pris qui croyait prendre, Swimming with Sharks et Seven tandis que Michel Derain le double également à trois reprises, de 1994 à 1996, dans Doomsday Gun, Le Droit de tuer ? et Looking for Richard. En parallèle, Jean-Philippe Puymartin le double dans L'Enfer blanc, Jacques Bonnaffé dans Usual Suspects et Robert Guilmard dans Alerte !.
Le doublant une première fois en 1991 dans le téléfilm L'Avocat des damnés, Gabriel Le Doze devient la voix régulière de Kevin Spacey à partir de 1997, le doublant coup sur coup dans Minuit dans le jardin du bien et du mal et L.A. Confidential. Il le retrouve plus d'une vingtaine de fois, dont notamment dans Négociateur, La Vie de David Gale, Beyond the Sea, Superman Returns, Margin Call, Comment tuer son boss ?, House of Cards ou encore Baby Driver.
En parallèle, Bernard Métraux le double à quatre reprises entre 1999 et 2006 dans American Beauty, Terre Neuve, The United States of Leland et Edison. Enfin, il est également doublé par Samuel Labarthe dans Ordinary Decent Criminal, Dominique Collignon-Maurin dans Un monde meilleur, Olivier Peissel dans Casino Jack et Jérôme Keen dans Ma vie de chat.
En version québécoise, Kevin Spacey est notamment doublé par Pierre Auger. Ce dernier le double notamment dans Sept, Le Négociateur, Payez au Suivant, K-PAX : L'Homme qui vient de loin, Edison, Le Retour de Superman, Marge de manœuvre ou encore Baby le chauffeur.
Il est également doublé à trois reprises par Daniel Picard dans Brouhaha, Bobby Darin Méchants Patrons ainsi que par Jacques Lavallée dans Le Frère Noël, House of Cards et Elvis and Nixon. Il est également doublé à deux reprises par Jean-Luc Montminy dans Adultes consentants et L'Épidémie, ainsi qu'à titte exceptionnel par Louis-Georges Girard dans Glengarry Glen Ross, Jean-Marie Moncelet dans Los Angeles interdite et Hubert Gagnon dans Minuit dans le jardin du bien et du mal.